# パール富士

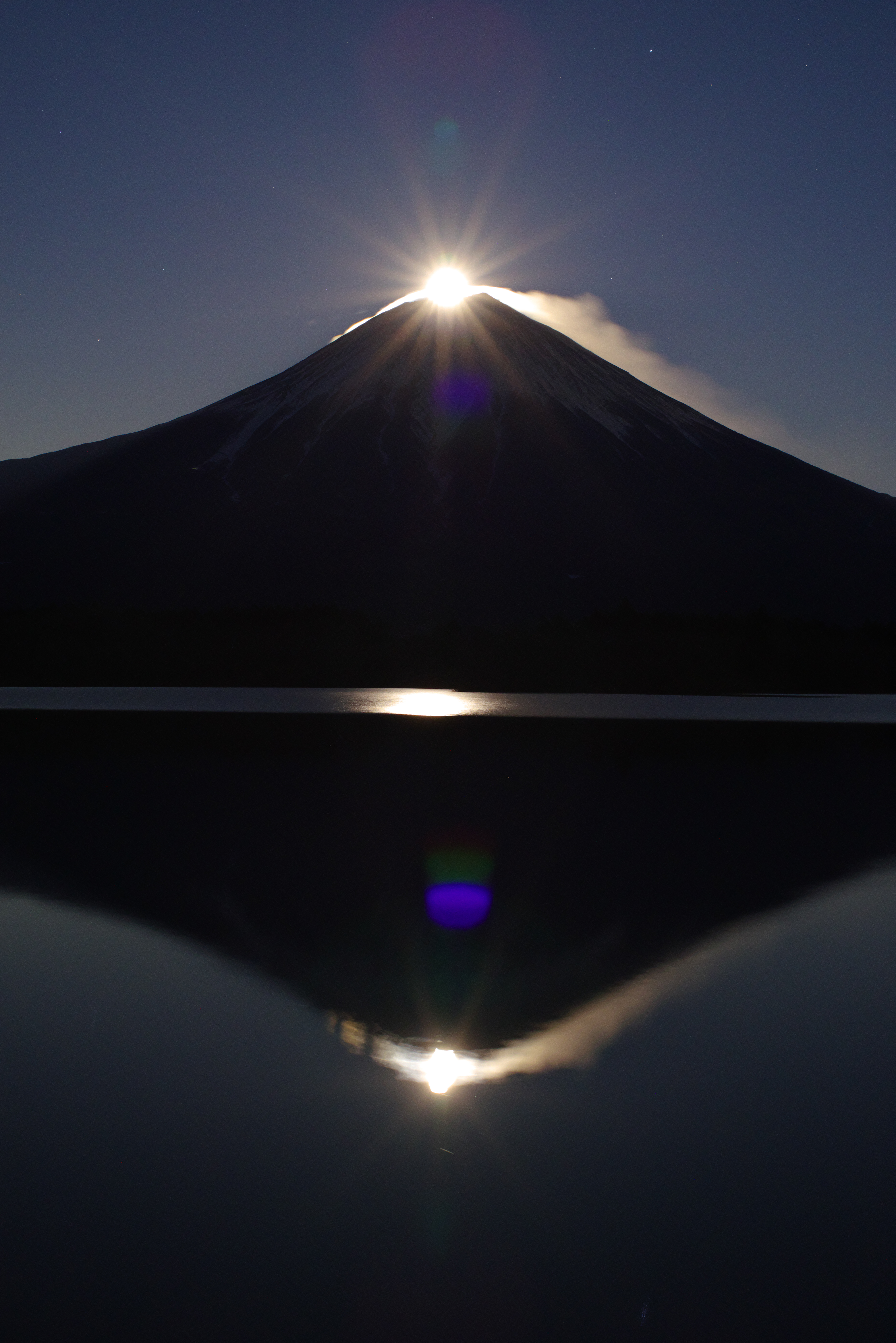
富士宮市田貫湖でのダブルパール富士
2022年2月17日(望)

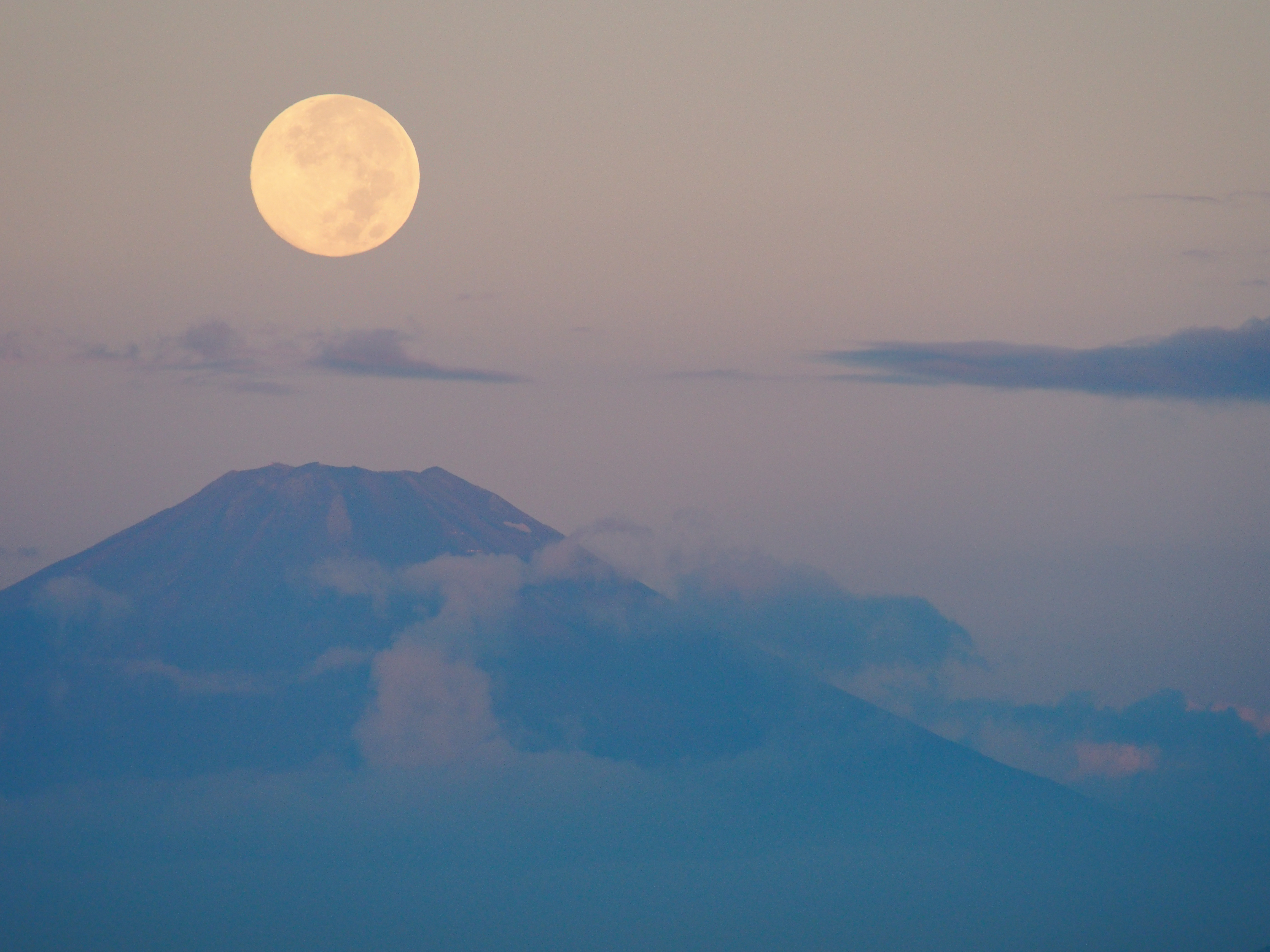
富士山と満月 - 山頂と月が離れているため、パール富士ではない。

パール富士（パールふじ）は、富士山の山頂部と満月が重なって生じる現象である。

## 概要
太陽が富士山頂に重なるダイヤモンド富士になぞらえ、月が真珠のように美しく見えるためこのように呼ばれる。
ダイヤモンド富士とは対にして扱われるが、太陽と違い月齢も重要な要素のためパール富士の方が見られる機会が少ない。ただし、満月前後の月齢の月や、月齢に関係なく月が富士山頂にかかるものをパール富士と呼ぶこともある。
富士山頂から西側の南北70度以内の範囲（昇るパール）と、東側の南北70度以内の範囲（沈むパール）で、月齢や時間、気象条件が揃った時にだけ見られる光景である。